# Muppets Now
Muppets Now (Muppets Ahora en Latinoamérica o Más Muppets que nunca en España) es un websérie estadounidense del género comedia, producida por el The Muppets Studio para Disney+ desde en 31 de julio de 2020. La serie fue dirigida por Kirk Thatcher, basada en la franquicia The Muppets de Jim Henson.

## Premissa
Muppets Now es una serie que consiste en varios segmentos diferentes interligados por un dispositivo de encuadramiento con Scooter. Los segmentos incluyen un juego show, un programa de culinária y un talk show. La serie fue comercializada como improvisada, pero varios escritores son creditados.

## Elenco
- Matt Vogel cómo:
  - Kermit the Frog
  - Tío Muerte[1]
  - Floyd Pepper
- Eric Jacobson como
  - El oso Fozzie
  - Miss Piggy
  - Animal
- Dave Goelz como
  - Gonzo
  - Dr. Bunsen Honeydew
  - Waldorf
  - Chip "El Técnico Informático"
  - Beauregard
  - Zoot
- Bill Barretta cómo:
  - El perro Rowlf (videoconferencia de la serie)
  - Pepe el rey gamba
  - El chef sueco
  - Big Mean Carl
  - Howard Tubman
- David Rudman cómo:
  - Scooter
  - Beaker
- Peter Linz cómo:
  - Joe el abogado
  - Walter
  - Rizzo
  - Link Hogthrob
  - Statler
  - Lips

### Artistas adicionales
- Julianne Buescher como Beverly Plume, Beak-R.
- Mike Quinn como la Sra. Stephens

### Invitados famosos
- Linda Cardellini
- Aubrey Plaza
- Seth Rogen
- RuPaul
- Danny Trejo
- Taye Diggs
- Roy Choi
- Giuseppe Losavio
- Al Madrigal

## Producción
Desarrollo
En 21 de mayo de 2019, fue relatado que Disney estaba desarrollando una serie corta de 10 minutos basada en The Muppets por el Jim Henson. La serie está programada para ser una comedia de situación improvisada con tres segmentos. En 23 de agosto de 2019, la serie fue anunciada oficialmente con el título Muppets Now. En 22 de diciembre de 2019, el director Kirk Thatcher dijo que la serie abordará "tres tipos diferentes de shows".

### Filmagem
La producción en Muppets Now comenzó en 8 de junio de 2019 y duró aproximadamente seis días, thatcher sirve como director para la serie.

## Exhibición
Muppets Now estrenó en 31 de julio de 2020 en el servicio de streaming Disney+.
La primera temporada será compuesta por 6 episodios. Como es normal para una serie original de Disney+, los episodios serán lanzados semanalmente.
Exhibición internacional
| India Irlanda Nueva Zelanda Reino Unido Australia | 31 de julio de 2020      |
| Japón                                             | 21 de agosto de 2020     |
| Indonesia                                         | 5 de septiembre de 2020  |
| · Finlandia · Noruega · Suecia                    | 15 de septiembre de 2020 |
| Portugal                                          | 6 de noviembre de 2020   |
| Brasil                                            | 22 de enero de 2021      |

### Marketing
En 23 de agosto de 2019, durante el anuncio oficial de la serie, un teaser promocional con Kermit the Frog y un Muppet llamado Joe the Legal Weasel fue exhibido en la D23 Expo. En 1 de enero de 2020, las imágenes de la serie fueron lanzadas en un vídeo con el contenido original de Disney + definido para ser lanzado al largo del año. El tráiler oficial fue lanzado en 24 de junio de 2020.